# Liste der Bischöfe von Novigrad
Die folgenden Personen waren Bischöfe von Novigrad bzw. Cittanova (Kroatien):
- Massimo (381)
- Beato Florio (oder Fiore) (524)
- Germanus (547–579)
- Patrick (579–590)
- Johannes I. (600)
- Eustachius (779)
- Mauritius (781)
- Stephan I. (804)
- Oswald (850)
- Firminus (932)
- Johannes II. (961–991)
- Azzone (1015–1031)
- Johannes III. (1038–1050)
- Candiano (1058)
- Nikolaus I. (1089)
- Andrea I. (1091)
- Alexander I. (1100)
- Andrea II. (1118)
- Adam (1146)
- Johannes IV. (1158–1161)
- Guido Margo (1165)
- Artuico (1175)
- Johannes V. (1176)
- Frate Umile (1179)
- Ulderik (1184)
- Klemens (1188)
- Volrico (Ulderico, Odorlico) (1192)
- Leonard (1212–1224)
- Kancian I. (1224–1228)
- Gerard (1228–1237)
- Andrea III. (1243)
- Bonacorso (1243–1260)
- Nikolaus II. (1269)
- Egidio I. (1279)
- Simon I. (1284)
- Naticherio (1295–1308)
- Giroldo (1308)
- Kancian II. (1308–1330)
- Natalis da Bonafide (1331–1346)
- Giovanni VI. Morosini (1347)
- Simon II. Pancani (1357)
- Guglielmo Conti (1359–1363)
- Giovanni VII. Grandis (1363–1365)
- Marin Micheli (1366–1375)
- Nikolaus III. (1376)
- Ambrozije von Parma (1377–1382)
  - Pietro da Fano (1376–1385)
- Francesco Bollani (1382)
- Paolo da Montefeltra (1382–1400)
- Giovanni Bon (1400)
- Leonard Dolfin (1401–1408) (Administrator)
- Jakov von Motovuna (1409)
- Toma Paruta (1409–1420)
- Giacomino Tomasini (1414)
- Daniel Scoto Gario (1421–1426)
- Antonio Coffer (1426) (Administrator)
- Filip Paruta (1426)
- Giovanni VIII. Morosini (oder Marcello) (1426) (Administrator)
- Giovanni Contarini (1426) (Administrator)
- Domenico Michiel (1451) (Administrator)
- Lorenzo Gioustiniani (1451–1455)
- Maffeo Contarini (1455–1460)
- Andrea Bondulmier (1460–1464)
- Gregorio Coffer (1464)
- Giovanni Barozzi (1466)
- Maffeo (Matteo) Gerardi (1466)
- Francesco I. Contarini (1467–1495)
- Nikolaus Donat (1493)
- Marco Antonio Foscarini (1496–1521)
- Antonio Marcello (1521–1526)
- Francesco Kardinal Pisano (1526–1535) (Administrator)
- Vincencije de Benedictis (1535–1536)
- Alexander II. Orsi (1536–1559)
- Bemardo Suian (1559)
- Luigi F. Kardinal Pisani (1559–1561)
- Matteo Priuli (1561–1565)
- Francesco Girolamo Vielmi (1570–1582)
- Antonio Saraceno (1582–1606)
- Francesco II. Manini (1607–1619)
- Eusebio Caimo (1620–1640)
- Giacomo Filippo Tomasini (1642–1655)
- Giorgio D'Arminio (1655–1670)
- Giacomo III. Brutti (1671–1679)
- Sedisvakanz (1680–1684)
- Nikola III. Gabrieli (1684–1717)
- Daniel Sansoni (1717–1725)
- Viktor Mazzocca (1725–1732)
- Gaspar de Negri (1732–1742)
- Marino Bozzatti (1742–1754)
- Stefano II. Leoni (1754–1776)
- Giandomenico IX. Stratico (1776–1784)
- Antun II. Luković (1784–1794)
- Theodor Lorenzano Graf Balbi (1795–1831)